# Chū-Bra!!
Chū-Bra!! (ちゅーぶら!!?, Chū Bura!!) è un manga scritto e disegnato da Yumi Nakata. L'opera è stata prima serializzata sulla rivista Comic High! il 22 gennaio 2007, ed è stata successivamente pubblicata da Futabasha in 7 volumi. Una serie televisiva anime è stata trasmessa dal 4 gennaio 2010 al 22 marzo dello stesso anno in Giappone. In Italia sia il manga che l'anime sono inediti.

## Trama
Le vicende di Chu-Bra!! ruotano intorno a Nayu Hayama, la quale s'imbarazza il primo giorno alle scuole medie dopo aver mostrato accidentalmente il suo intimo più adulto rispetto alla sua età durante la cerimonia di apertura. Due studentesse della sua classe, Yako Jingūji e Haruka Shiraishi, sentono le molte voci su di Nayu a proposito del suo coinvolgimento in vicende a sfondo "enjo kōsai", o ad appuntamenti pagati (eventi che sono spesso messi piuttosto vicini alla prostituzione) e decidono di approfondire la vicenda e investigare. Le due ragazze scoprono presto però che Nayu è una "testatrice di intimo", che prova i nuovi prodotti di intimo prodotti dall'azienda di suo fratello Keigo. Nayu ha una grande passione per l'intimo che le ha trasmesso sua nonna, famosa designer di intimo, e lo ritiene un indumento importante, che protegge il proprio corpo e che tutti dovrebbero indossare. Nayu spera di aiutare tutte le ragazze a superare la fase della crescita e tutti i problemi ad essa correlati aprendo un club dell'intimo, ma l'impresa sarà più ardua del previsto per la visione erotica spesso associata all'intimo.

## Personaggi
Nayu Hayama (葉山 奈由?, Hayama Nayu)
Doppiata da Minori Chihara
Protagonista della serie, è una studentessa del primo anno delle scuole medie che "collauda l'intimo" prodotto dall'azienda del fratellastro Keigo. Ha una grande passione per l'intimo ed è informata su tutto ciò che lo riguarda, ragione per la quale prova poco imbarazzo quando si parla dell'argomento. Determinata a insegnare e mostrare agli altri l'importanza costituita dall'intimo, decide di formare l'Associazione per l'apprezzamento dell'intimo su incoraggiamento di Hiroki. Il suo motto è "Una grande giornata inizia con un gran paio di mutandine".
Yako Jingūji (神宮寺弥子?, Jingūji Yako)
Doppiata da Minako Kotobuki
Compagna di classe di Nayu, è una ragazza minuta ma dal portamento piuttosto fiero. La sua famiglia gestisce un dojo in cui viene insegnata l'arte del kendō e grazie all'allenamento fatto con suo padre, Yako è diventata piuttosto esperta nell'arte della spada. Preferisce tenere un'immagine composta di sé stessa e impiega molto tempo ad ammettere fatti imbarazzanti — come ad esempio l'apprezzamento da lei provato per le cose carine o molto "femminili".
Haruka Shiraishi (白石 遥?, Shiraishi Haruka)
Doppiata da Sayuri Yahagi
Compagna di classe di Nayu, è una ragazza prosperosa ed è la migliore amica di Yako.

## Anime

### Colonna sonora
Sigla iniziale
1. Choose Bright!!, cantata da Minori Chihara, Minako Kotobuki, Sayuri Yahagi e Yōko Hikasa

Sigle finali
1. Shy Girls, cantata da Minori Chihara, Minako Kotobuki, Sayuri Yahagi e Yoko Hikasa
2. We Know, cantata da Minori Chihara, Minako Kotobuki, Sayuri Yahagi e Yoko Hikasa (ep. 12)

### Episodi
| Nº | Giapponese 「Kanji」 - Rōmaji                         | In onda          | In onda |
| Nº | Giapponese 「Kanji」 - Rōmaji                         | Giapponese       |         |
| 1  | 「おとなパンツの女の子」 - Otona Pantsu no Onna no Ko | 4 gennaio 2010   |         |
| 2  | 「この胸のふくらみを」 - Kono Mune no Fukurami o      | 11 gennaio 2010  |         |
| 3  | 「風の強い日」 - Kaze no Tsuyoi Hi                    | 18 gennaio 2010  |         |
| 4  | 「それぞれのカタチ」 - Sorezore no Katachi            | 25 gennaio 2010  |         |
| 5  | 「大人とコドモの間で」 - Otona to Kodomo no Aida de   | 1º febbraio 2010 |         |
| 6  | 「カゲキな思春期」 - Kageki na Shishunki              | 8 febbraio 2010  |         |
| 7  | 「揺れるオトコ心」 - Yureru Otoko Gokoro              | 15 febbraio 2010 |         |
| 8  | 「下着な夏合宿！」 - Shitagi na Natsu Gasshuku!       | 22 febbraio 2010 |         |
| 9  | 「中一の夏休み」 - Chūichi no Natsuyasumi             | 1º marzo 2010    |         |
| 10 | 「ツンと胸を張って」 - Tsun to Mune o Hatte           | 8 marzo 2010     |         |
| 11 | 「彼女といた午後」 - Kanojo to Ita Gogo               | 15 marzo 2010    |         |
| 12 | 「あなたに逢うまでは」 - Anata ni Au made wa          | 22 marzo 2010    |         |